# Saint-André (Réunion)
Saint-André ist eine französische Gemeinde im Übersee-Département Réunion im Indischen Ozean. Sie ist nach André Héguerty, dem von 1739 bis 1743 amtierenden Gouverneur der Insel, benannt. Die Einheimischen nennen sich Saint-Andréens. Das Gemeindegebiet ist unterteilt in die Kantone Saint-André-1, Saint-André-2 und Saint-André-3.

## Bevölkerungsentwicklung
| Jahr          | 1968   | 1975   | 1982   | 1990   | 1999   | 2006   | 2011   |
| ------------- | ------ | ------ | ------ | ------ | ------ | ------ | ------ |
| Einwohnerzahl | 22.094 | 25.231 | 30.075 | 35.049 | 43.174 | 51.817 | 52.956 |

## Persönlichkeiten
- Eugène Jacob de Cordemoy (1835–1911), französischer Arzt und Botaniker

## Bildung
- École pour l’informatique et les nouvelles technologies